# Lamasón
Lamasón ist eine Gemeinde in der spanischen Autonomen Region Kantabrien. Sie ist eine kleine Berggemeinde im Tal zwischen den Flüssen Deva und Nansa, die aus acht kleinen Siedlungen besteht, deren Hauptstadt Sobrelapeña ist und 85 Kilometer von Santander, der Hauptstadt der Region, entfernt liegt.

## Orte
- Burió
- Cires
- Lafuente
- Los Pumares
- Quintanilla
- Río
- Sobrelapeña (Hauptort)
- Venta Fresnedo

## Bevölkerungsentwicklung
| 1842 | 1900 | 1950 | 1981 | 1991 | 2001 | 2011 |
| ---- | ---- | ---- | ---- | ---- | ---- | ---- |
| 631  | 949  | 1040 | 532  | 465  | 378  | 304  |